# Preignan
Preignan (Prenhan en gascón) es una población y comuna francesa, ubicada en la región de Mediodía-Pirineos, departamento de Gers, en el distrito de Auch y cantón de Auch-Nord-Ouest. El río Gers forma su frontera occidental. Preignan esta hermanada con Corral de Calatrava (Castilla-La Mancha) desde el 17 de mayo de 1997.

## Historia
No se conoce el origen del nombre. Puede ser antroponomínico, derivado de los nombres latinos Prineus, Premius o Priscus. El pueblo se formó cerca del sitio, en el lugar hoy nombrado La Pastissé, de una antigua villa Galo-romana, que existió desde el siglo I o III d. C. y que fue abandonada en el V. Los terrenos de la villa se extendían alrededor de dos hectáreas hacia el arroyo En Tourette. En el tiempo de los merovingios el sitio llegó a ser un cementerio y se construye la iglesia románica de San Esteban usando materiales de la villa.  Un mosaico descubierto a comienzos del siglo XX fue colocado en la iglesia.
En la plenitud de la Edad Media se forma en las colinas que dan al Gers un asentamiento amurallado bajo la autoridad de un señor de Preignan. Documentos atestan a la existencia de una familia de señores que existió desde el siglo XIII hasta XV, y que se casaron con los señores de Montegut y Roquelaure. Rastros del fuerte medieval (propiedad privada) todavía existen. La iglesia de San Esteban fue remodelada en el siglo XVI y se le añadió un retablo dorado, el cual fue recientemente restaurado. En el pueblo también se encuentra la Chartreuse du Pastissé (también privada), donde vivió Jean-Joseph Dessolles (1767-1828).
En el sector norte de la comuna está la aldea de Gaudoux, antiguo feudo y después comuna independiente que fue unida a Preignan en 1821. Geraldo VI, conde de Armagnac, dio a la aldea una carta de privilegios (charte de coutumes) en 1276.

## Demografía
| 188 | 183 | 312 | 499 | 793 | 961 |
| Para los censos de 1962 a 1999 la población legal corresponde a la población sin duplicidades (Fuente: INSEE [Consultar]) |     |     |     |     |     |

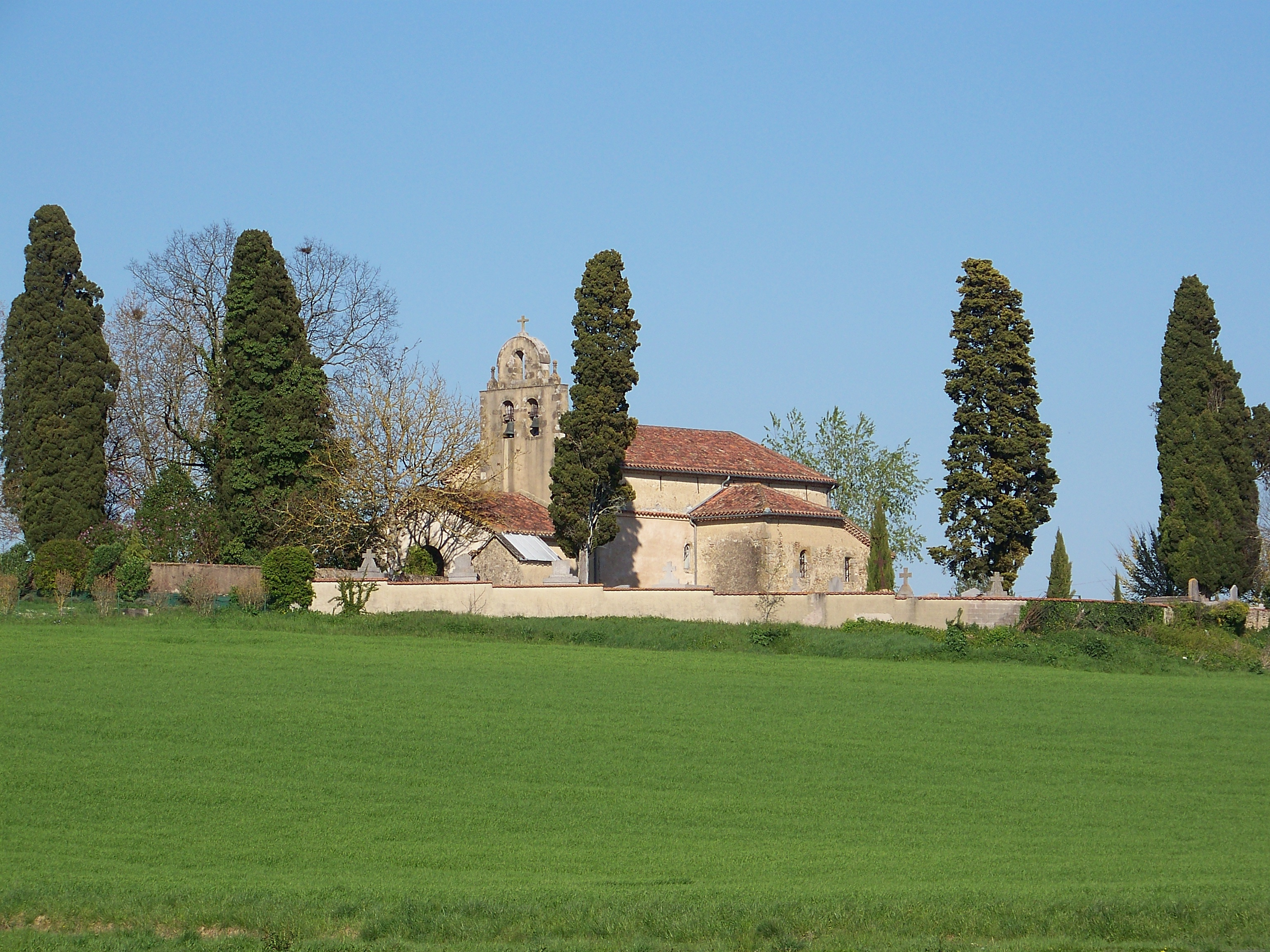
La iglesia de San Esteban vista desde el Chemin de Forman
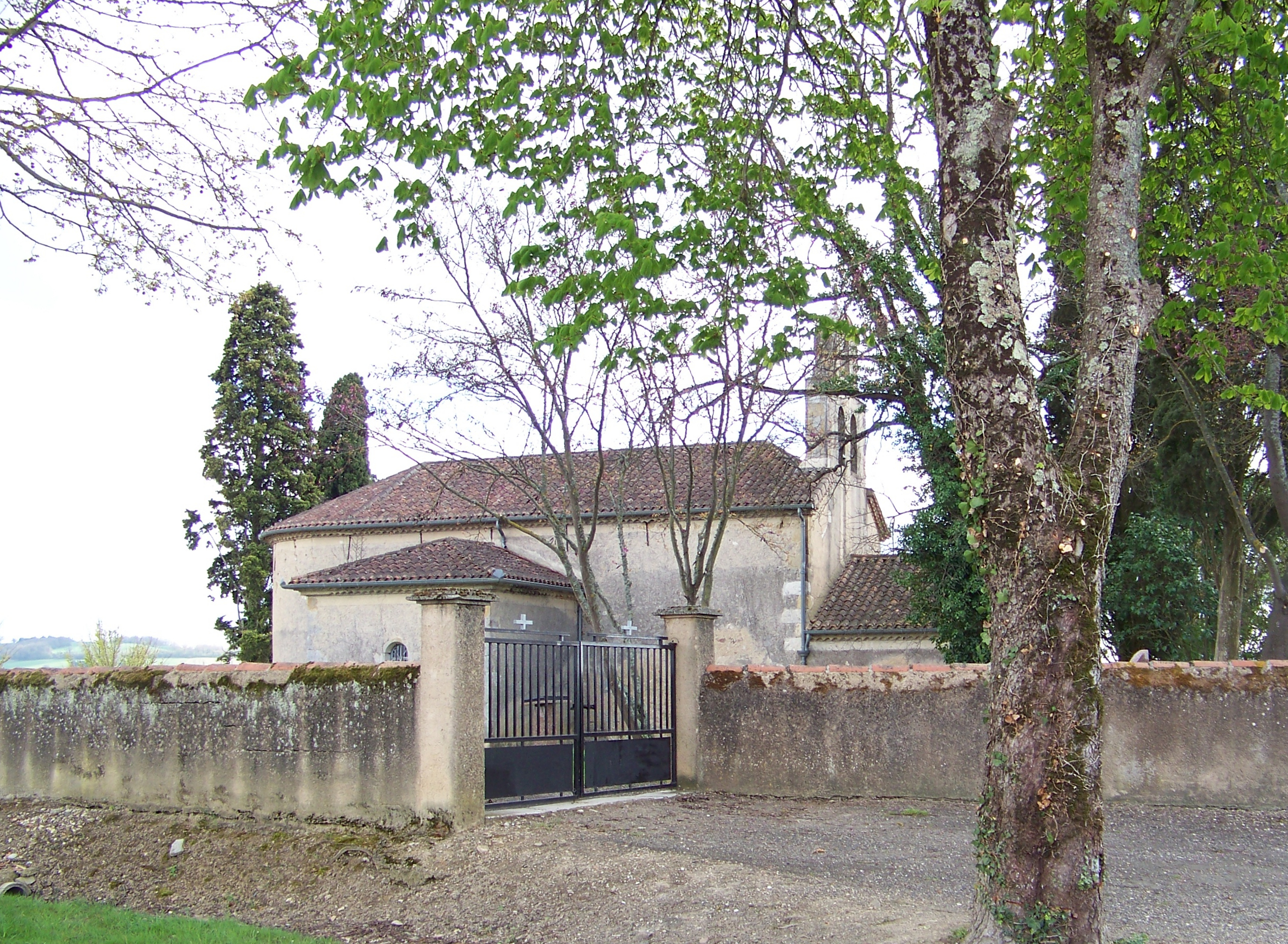
La iglesia de San Esteban, desde la Route de Montaut-les-Créneaux
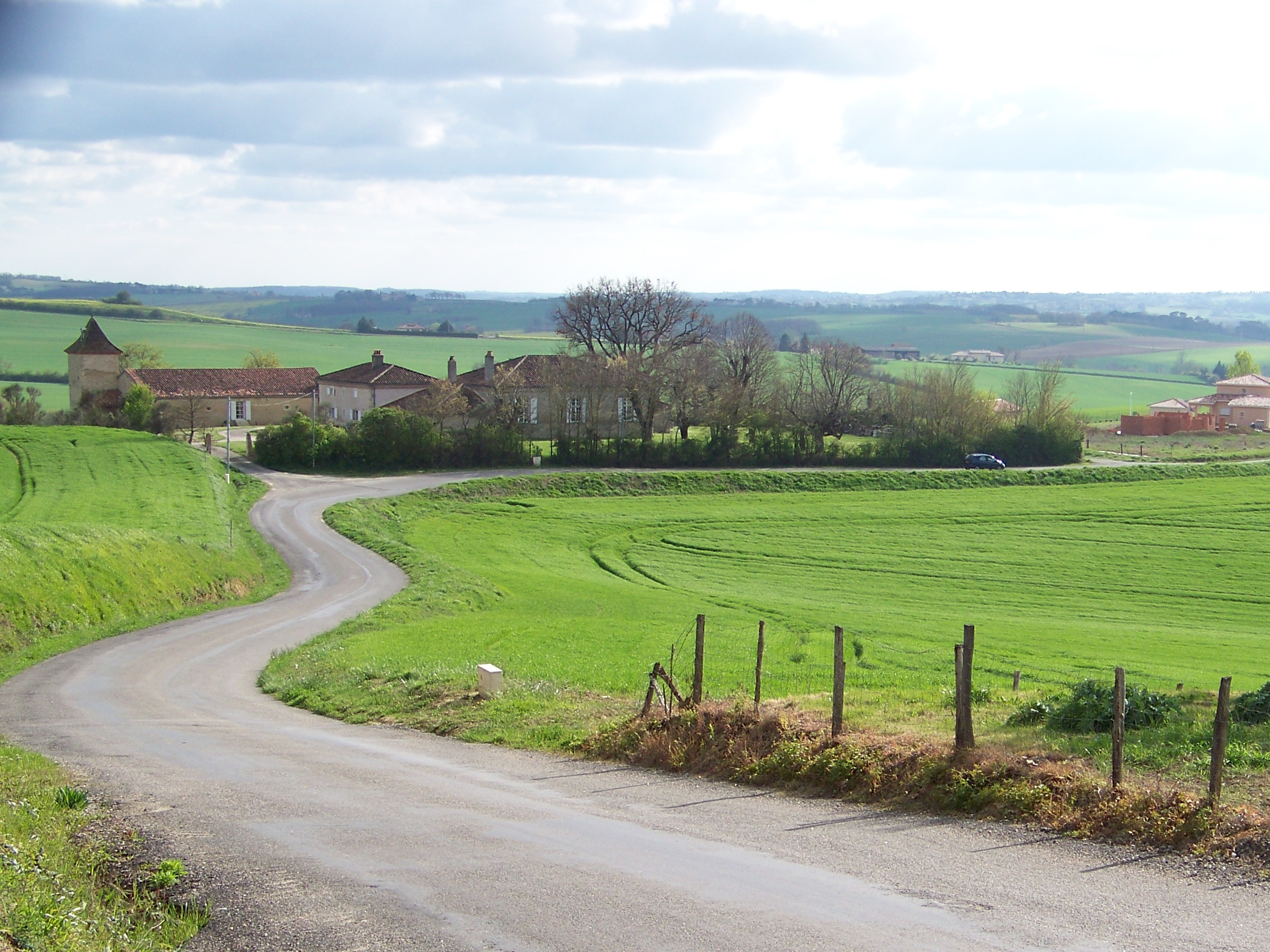
La chartreuse du Pastissé, Chemin de Forman
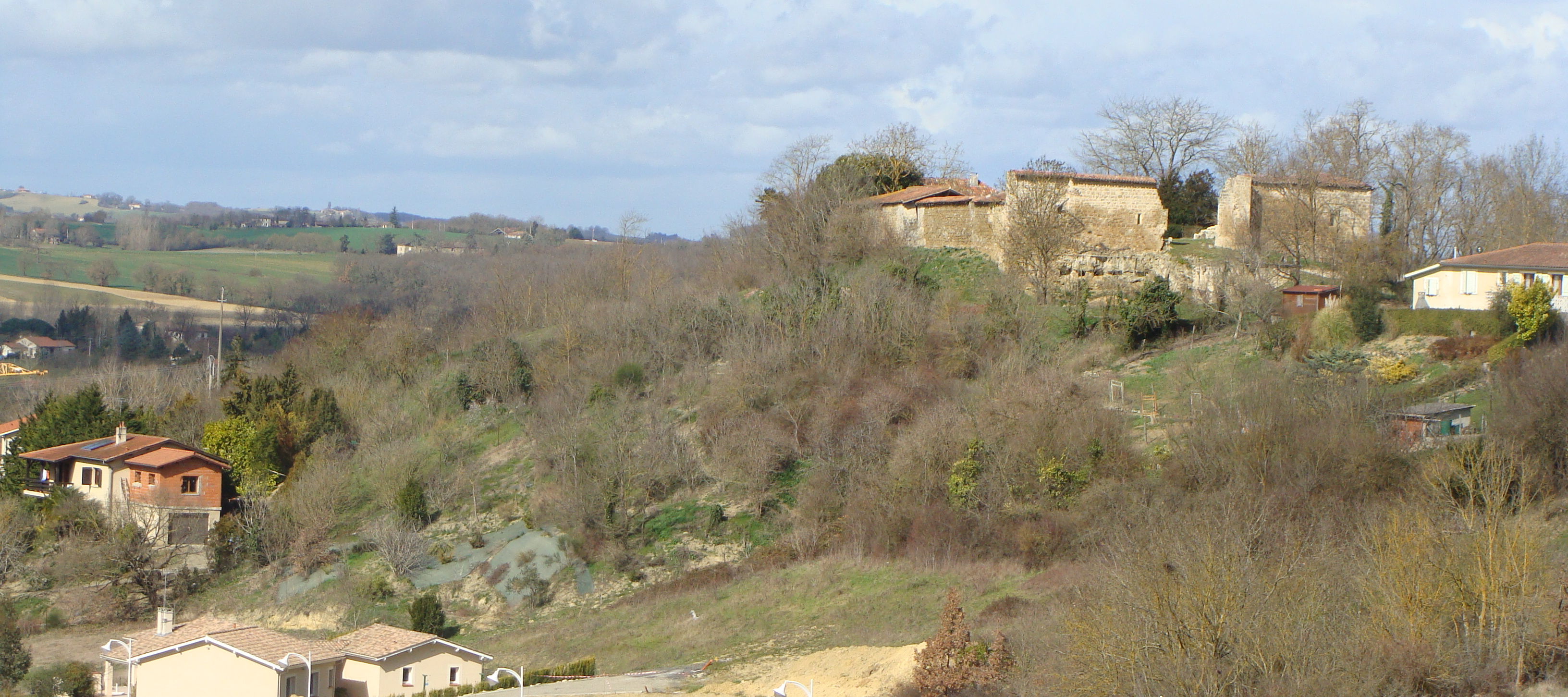
El antiguo castillo de Preignan con vista del valle del Gers